# Afromygale
Genre
Afromygale est un genre d'araignées mygalomorphes de la famille des Pycnothelidae.

## Distribution
Les espèces de ce genre se rencontrent au Kenya et en Tanzanie.

## Liste des espèces
Selon World Spider Catalog (version 21.5, 07/01/2021) :
- Afromygale pinnipalpis Zonstein, 2020
- Afromygale rukanga Zonstein, 2020

## Publication originale
- Zonstein, 2020 : « On Afromygale, a new mygalomorph spider genus from East Africa (Araneae: Pycnothelidae). » Israel Journal of Entomology, vol. 50, no 1, p. 131-146.